# سنتز کنراد–لیمپاخ
سنتز کنراد–لیمپاخ (انگلیسی: Conrad–Limpach synthesis) یک واکنش شیمیایی است که طی آن یک آنیلین(۱) با یک بتا-کتواستر(۲) در حضور یک باز شیف(۳) متراکم شده و یک ۴-هیدروکسی‌کینولین(۴) تولید می‌کند. این واکنش در حالت کلی ترکیبی از یک واکنش افزایشی و یک واکنش بازآرایی است. این واکنش نخستین بار توسط دو شیمیدان به نام‌های مکس کنراد (۱۸۴۸–۱۹۲۰) و لئونهارد لیمپاخ (۱۸۵۲–۱۹۳۳) در سال ۱۸۸۷ در طی مطالعه ای پیرامون سنتز استخلاف‌های کینولین، کشف گردید.